# Pseudaptenodytes
Pseudaptenodytes è un genere di pinguini fossile.

Vivevano nell'alto Miocene, nei mari dell'Australia.